# Žalm 22
Žalm 22 („Bože můj, Bože můj, proč jsi mě opustil“) je biblický žalm. V překladech, které číslují podle Septuaginty, se jedná o 21. žalm. Žalm je nadepsán těmito slovy: „Pro předního zpěváka. Podle „Laně za ranních červánků“. Žalm Davidův.“ Podle některých vykladačů toto nadepsání znamená, že žalm byl určen k tomu, aby jej při určitých příležitostech odzpívával zkušený zpěvák za přítomnosti krále z Davidova rodu, s připojeným nejasným pokynem, který zřejmě blíže charakterizuje situaci, do níž žalm uvádí. Podle rabínských výkladů hebrejský termín ajelet ha-šachar (אַיֶּלֶת הַשַּׁחַר, „Laně za ranních červánků“) odkazuje na to, že žalm pojednává o Izraeli coby milované lani (hebrejsky ajelet, אַיֶּלֶת), jež shlíží jak Jitřenka (hebrejsky šachar, שָׁחַר) a že tato hvězda úsvitu souvisí též s budoucí královnou Ester. Raši ovšem uvádí, že termín odkazuje na název hudebního nástroje.

## Užití
Spis Šimuš Tehilim („Užití Žalmů“), jehož autorem je zřejmě židovský učenec Chaj Ga'on (939–1038), uvádí, že recitace 22. žalmu je nápomocná tomu, kdo se potřebuje dostat na protější břeh řeky, komu hrozí, že se může setkat s nebezpečným divokým zvířetem či nepřítelem, též tomu, kdo usiluje o rituální čistotu, a celkově probouzí intelektuální zdatnost.